# Конрад фон Хохщаден
Конрад фон Хохщаден (на немски: Konrad von Hochstaden, Konrad von Are-Hochstaden; ок. 1205; † 28 септември 1261) е като Конрад I архиепископ на Кьолн от 1238 до 1261 г.

## Биография
Той е син на граф Лотар I фон Аре-Хохщаден († сл. 1215)) и съпругата му Матилда фон Вианден († 1253) и кръвен роднина с императорския род Хоенщауфен. Той има двама братя, от които най-големият, Лотар II (* 1216; † 1246), получава Графство Хохщаден, а Фридрих е пробст в Кьолн.  Сестра му Маргарета фон Хохщаден († 1314) се омъжва през 1240 г. за граф Адолф IV фон Берг
Вероятно Конрад следва в Париж. След това е пробст в Кьолн. 
Конрад фон Хохщаден служи като велик магистър на тевтонските рицари от 1226 г. до смъртта си през 1239 г., ръководейки ордена по време на критична фаза от неговата история.  Основан в края на 12 век по време на кръстоносните походи, тевтонските рицари първоначално са помагали на християнските поклонници в Светите земи.  Въпреки това, под ръководството на Хохщаден, орденът измества фокуса си към Балтийския регион, играейки ключова роля в Северните кръстоносни походи.  Той ръководи усилията за укрепване на присъствието на ордена в Прусия и Ливония чрез изграждане на укрепени замъци и създаване на селища като стратегически бази за бъдеща военна и религиозна експанзия.
Хохщаден допринася за превръщането на Тевтонския орден в голяма военна и политическа сила в Източна Европа.  Той създава ключови съюзи, особено със Свещената Римска империя, осигурявайки легитимност и жизненоважни ресурси за кампаниите на ордена.  Неговата стратегическа визия не само разширява техните територии, но и поставя основата за тяхното трайно влияние в региона.  Мандатът на Хохщаден бележи повратна точка, тъй като тевтонските рицари се превръщат от скромен орден в доминираща сила, оформяща политическата динамика на средновековна Европа.
На 30 април 1238 г. е избран за наследник на архиепископ Хайнрих I фон Мюленарк.  Последван е като архиепископ на Кьолн от Енгелберт II фон Фалкенбург.